# Рюльцхайм

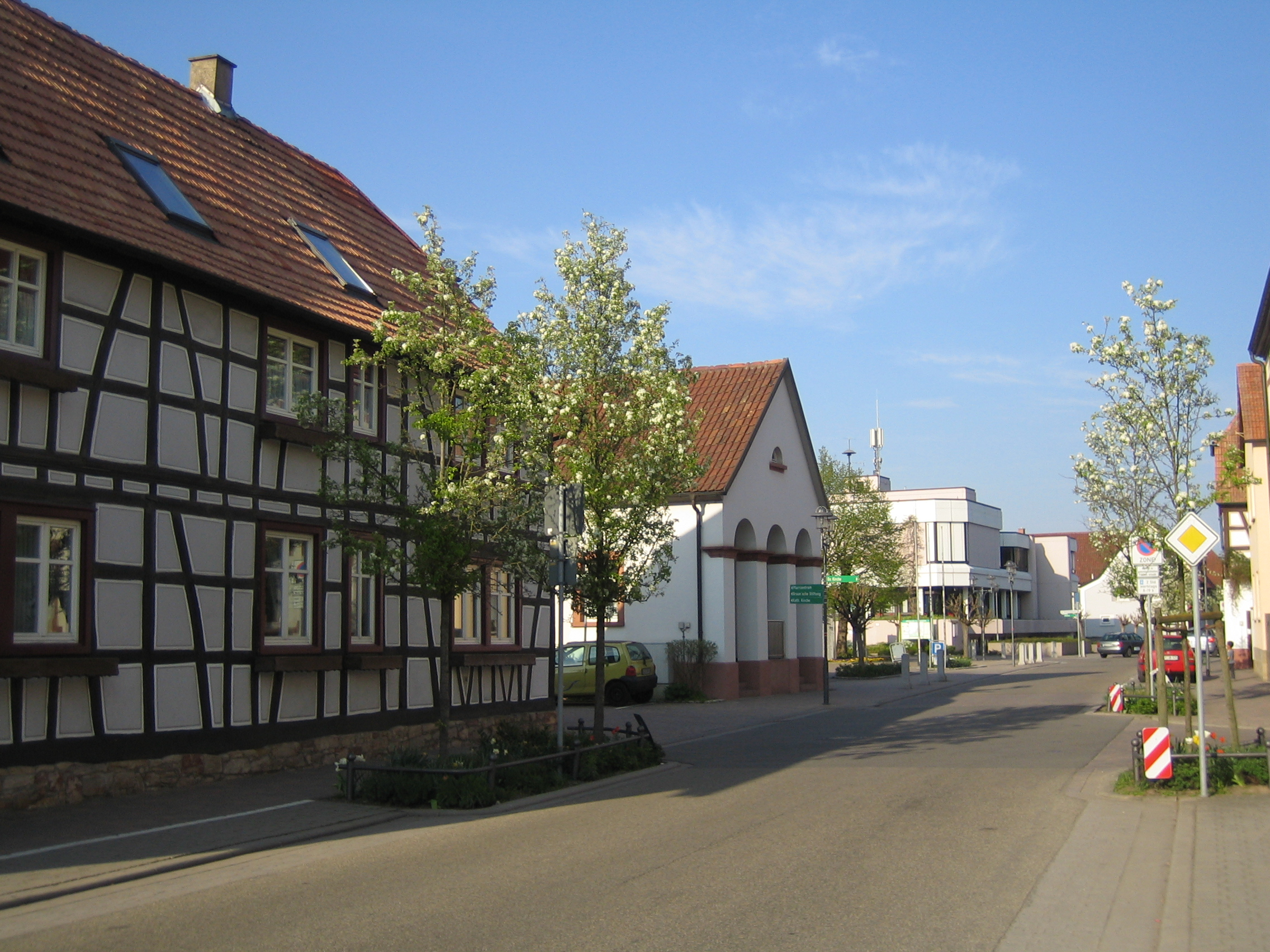
Рюльцхайм

Рюльцхайм (нем. Rülzheim) — коммуна в Германии, в земле Рейнланд-Пфальц.
Входит в состав района Гермерсхайм. Подчиняется управлению Рюльцхайм. Население составляет 7815 человек (на 31 декабря 2010 года). Занимает площадь 16,66 км².